# Дубове (Довжанський район)
Дубове, раніше Се́лище ша́хти 5-6, Се́лище і́мені 25-рі́ччя ВЛКСМ, Комсомо́льський — селище в Україні, у Довжанській міській громаді Довжанського району Луганської області.
Знаходиться на тимчасово окупованій території України.

## Географія
Географічні координати: 48°7' пн. ш. 39°38' сх. д. Часовий пояс — UTC+2. Загальна площа села — 3,15 км².
Селище розташоване у східній частині Донбасу за 6 км від міста Довжанська. Найближча залізнична станція — Довжанська, за 11 км.

## Історія
Поселення засноване 1905 року у зв'язку з будівництвом шахт в балці «Дубова».
Колишні назви: селище шахти 5-6 (1935—1943), селище ім. 25-річчя ВЛКСМ (1943—1954), Комсомо́льський (1954—2016).
12 червня 2020 року, відповідно до Розпорядження Кабінету Міністрів України № 717-р «Про визначення адміністративних центрів та затвердження територій територіальних громад Луганської області», увійшло до складу Довжанської міської громади.
17 липня 2020 року, в результаті адміністративно-територіальної реформи та ліквідації  колишніх Довжанського (1938—2020) та Сорокинського районів, увійшло до складу новоутвореного Довжанського району.

## Населення

### Мова
Розподіл населення за рідною мовою за даними перепису 2001 року:
| Мова            | Кількість | Відсоток |
| --------------- | --------- | -------- |
| російська       | 3404      | 97.59%   |
| українська      | 74        | 2.12%    |
| болгарська      | 1         | 0.03%    |
| інші/не вказали | 9         | 0.26%    |
| Усього          | 3488      | 100%     |

За даними перепису 2001 року населення селища становило 3488 осіб, з них 25,89 % зазначили рідною українську мову, 72,25 % — російську, а 1,86 % — іншу.

## Персоналії
У селищі народився Василь Іванович Буравльов (1929–1960) — Герой Соціалістичної Праці, машиніст комбайну шахти № 6 «Центросоюз» тресту «Свердловвугілля» Луганської області.